# 小红门站 (铁路)
小红门站，位于北京市朝阳区小红门地区境内，是五等站。

## 简介
小红门站是北京东南环线、双丰线区段中间的作业站及客货运站。1959年，双丰线（又称东南环铁路）建成，途经小红门站。截至1990年代中期，小红门站占地面积11.4万平方米，建筑面积934平方米。小红门站站台平面呈东西走向，设有基本站台、候车室、货场及装卸机械等站区设施。曾和北京铜厂有两条专用线相通，也曾和北京地铁车辆厂（951厂）有一条专用线相通。从小红门站西行经大红门站直抵丰西编组站沟通丰沙线，东行北折经百子湾站沟通京包线、京哈线、京承线。